# Филлипс, Питер
Питер Филлипс (англ. Peter Phillips; род. 15.10.1953, Саутгемптон) — британский хормейстер, специализирующийся на музыке эпохи Возрождения и раннего барокко. Создатель и руководитель камерного хора «Tallis Scholars».
В 1972—1975 годах учился в Винчестерском колледже и Колледже св. Иоанна в Оксфорде (теория и история музыки у Д. Вульстена и Д. Арнольда, также класс органа). В 1973 году основал и возглавил камерный хор «Tallis Scholars», которым руководит доныне. До 1988 года преподавал в Королевском колледже музыки (Лондон). Активно гастролирует по всему миру (неоднократно в России; впервые — в 2003 году). Выступает также как приглашённый дирижёр с другими известными хоровыми коллективами. Неоднократно участвовал в международных музыкальных фестивалях, среди которых BBC Proms и Эдинбургский фестиваль искусств. С 2008 — музыкальный руководитель хоровой капеллы в оксфордском Мертон-колледже.
Помимо исполнительства Филлипс также пишет музыковедческие и музыкально-критические статьи (постоянно — в британский журнал Spectator), редактирует и публикует нотные издания старинной вокальной музыки. Наиболее известна книга Филлипса, посвященная английской музыке 2-й половины XVI — первой половины XVII веков. Проводит мастер-классы и читает просветительские лекции во многих странах (в том числе неоднократно — в Московской государственной консерватории).
Благодаря подвижнической деятельности Филлипса многие мало известные и редко исполняемые сочинения ренессансных композиторов стали достоянием широкой аудитории. В 2005 году удостоен звания «Кавалер французского Ордена искусств и литературы» за вклад в пропаганду французской музыкальной культуры.

## Tallis Scholars
Основная группа хора (10 человек) состоит из сопрано, меццо-сопрано, контратеноров, теноров и басов. На 2011 год хор «Tallis Scholars» записал более 50 компакт-дисков, включающих преимущественно хоровую и ансамблевую музыку эпохи Возрождения, в том числе все мессы Жоскена Депре и все хоровые сочинения Томаса Таллиса. Филлипс принадлежит к числу музыкантов, стремящихся найти баланс академической и аутентичной исполнительских манер. Так, с одной стороны, голоса мальчиков (для озвучивания партии treble) в «Tallis scholars» не используются. С другой стороны, Филлипс принципиально не транспонирует оригинал, даже если его тесситура находится на пределе возможностей вокалистов. Коллектив отличает строгая исполнительская дисциплина, аккуратность и точность вокальной интонации (существенно в небольших хоровых коллективах, где на каждую партию зачастую возможно выделить только одного хориста), крепкая техническая подготовка (требуемая для исполнения сложной полифонической музыки).

## Сочинения
- English Sacred Music: 1549—1649. Oxford: Gimell, 1991.
- Beyond authenticity // Companion to medieval and Renaissance music, ed. T. Knighton and D. Fallows. London, 1992, p.44-48.